# Lajoanit
Lajoanit és una serra situada entre els municipis de Cabó i de les Valls d'Aguilar a la comarca de l'Alt Urgell, amb una elevació màxima de 1.728 metres.